# الكسندر ميتز
الكسندر ميتز (بالألمانية: Alexander Metz)‏ هو لاعب اتحاد الرغبي ألماني، ولد في 19 أبريل 1987.